# Garfield (personage)
Garfield is een fictieve huiskat bedacht door Jim Davis. Hij is vooral bekend uit zijn eigen gelijknamige stripserie. Verder komt hij voor in drie films, en animatieserie, tv-specials en videospellen.

## Personage
Garfield is een luie, dikke, zelfingenomen, oranje kat die houdt van eten, slapen, het eten van zijn baasje Jon stelen en de hond Odie te pesten. Hij haat maandagen omdat hij op die dag altijd pech heeft (vaak in de vorm van een taart in zijn gezicht). Hij beschouwt zichzelf als intelligenter dan mensen en honden.
Garfield geeft graag 's avonds shows weg op een houten schutting vlak bij zijn huis. Zijn publiek is echter nooit tevreden, en gooit vaak met schoenen, fruit, groente of andere dingen die binnen handbereik liggen voor hem. Garfield is te lui om op muizen te jagen, tot irritatie van zijn baas Jon. Wel jaagt Garfield op spinnen, die hij meestal plat slaat met een krant. Andere dingen waar Garfield zich aan ergert zijn diëten en rozijnen.
Garfield is verzot op eten, vooral lasagne. Verder eet hij graag vissen en vogels. De reden dat hij zoveel van eten houdt is omdat hij is geboren in de keuken van een Italiaans restaurant. Hij is zijn jachtinstinct volledig verloren, maar kan pizza horen als deze op het einde van de straat geleverd wordt. Hij valt de pizzabezorgers altijd aan.
Garfield scherpt geregeld zijn nagels aan de gordijnen en het meubilair van Jon. Hij houdt ervan om de varens van Jon op te eten, en vernielt graag de tuin van zijn buurvrouw Mrs. Feeny.
Garfield kampt met het probleem dat hij het niet kan laten om in bomen te klimmen, waarna hij er niet meer uit kan komen. Dit is een oud instinct dat geregeld opspeelt.
Garfield heeft verschillende alter ego's. Het bekendste is de Caped Avenger, de wreker met de cape.
Jim Davis vernoemde Garfield naar zijn grootvader, James A. Garfield Davis, die op zijn beurt weer is vernoemd naar de Amerikaanse president.

## Geschiedenis
Garfield is geboren in de keuken van Mama Leones Italiaanse Restaurant. Al vanaf de dag dat hij geboren is houdt hij van lasagne. Volgens zijn grootvader was Garfield bij zijn geboorte al 5 pond en 6 ons. Verrassend genoeg paste hij ondanks dat gewicht in een klein bed.
Garfield ontmoette zijn moeder jaren later opnieuw toen hij verdwaald was. Tevens leerde hij toen zijn andere grootvader kennen. Volgens de strips moest Jon bij de aanschaf van Garfield kiezen tussen Garfield, een iguana en een pet rock.
Volgens de strips stond Garfield voor het eerst op zijn achterpoten op 17 mei 1981. Dit is in tegenspraak met eerdere strips. Zo was op 6 mei 1979 te zien hoe Garfield tapdanst op Jons hoofd. In de strip van 16 september 1979 slaapwandelt Garfield op twee poten.
In de tv-special Garfield Gets a Life had Jons auto een nummerplaat uit Indiana, wat suggereert dat Garfield en Jon in Indiana wonen. In Garfield Goes Hollywood maakt een omroeper bekend dat ze uit Muncie, Indiana komen. Dit is mogelijk omdat Jim Davis zelf ook uit Indiana komt.

## Eten en diëten
Een running gag in de strips is dat Garfield een enorme eetlust heeft. Zijn voedsel bestaat vrijwel altijd uit vetrijke maaltijden en Italiaanse gerechten. Lasagne is zijn favoriete gerecht, maar hij eet ook vaak spaghetti, pizza, hamburgers, hele kippen, popcorn, donuts, ijs en snoep. Garfield kan niet gewoon rustig eten. Een veel gezien scenario is Garfield met zijn mond wagenwijd open terwijl hij met zijn poten grote ladingen voedsel naar binnen propt.
Hoewel eten een hobby van hem is, is Garfield toch kieskeurig. Hij haat groenten, gezonde producten, muizen en op 1 juli 1983 werd onthuld dat hij geen rozijnen lust. Door zijn ongezonde eetgewoontes moet hij vaak op dieet. Garfield ziet diëten als een ziekte en probeert er altijd onderuit te komen door te smokkelen. Verder heeft hij bij diëten altijd last van hallucinaties in de vorm van zijn favoriete gerechten. Bovendien hebben de diëten weinig zin, want Garfield blijft dik. Zijn beste dieet tot nu toe eindigde op 16 juni 2007; hij was bij dit dieet maar 1 pond aangekomen. Ook heeft Garfield graag een kop koffie. Hierdoor zijn er stripjes waar bij het hyperactief door de kamer stuitert en hij (alleen in dit geval) wil sporten.

## Veranderingen door de jaren heen
Aan het begin van de strip was Garfield meer een normale huiskat en liep op vier poten. De humor kwam dan ook vooral weg van Jons opmerkingen over het excentrieke gedrag dat katten soms vertonen, met de aanvulling van wat Garfield zelf denkt tijdens deze gedragingen. Naarmate de jaren vorderden begon Garfield op zijn achterpoten te lopen en zich menselijker te gedragen. Waar hij in een eerdere strip klaagde over het feit dat hij niet kon lezen, kan hij dit wel in latere strips. Ook gebruikt hij nu regelmatig technologie en gereedschap, zoals computers en telefoons waar hij eerst niet begreep wat deze dingen waren.
Ook opmerkelijk is zijn verhouding met Jon. Aan het begin was Jon duidelijk de slimste van de twee en grotendeels in controle, waarbij hij degene was die humoristische opmerkingen maakte ten koste van Garfields ietwat domme gedrag. In latere strips zijn de rollen omgedraaid, gezien Jon zich nu vaak dom gedraagt, waarbij Garfield diegene is die de humoristische opmerkingen maakt.
Zoals de andere personages in de strip heeft ook Garfield enkele uiterlijke veranderingen doorgemaakt. In het begin was Garfield redelijk dik en had erg ronde kleine ogen. Tegenwoordig is hij wat gedrongener en heeft erg grote ovalen ogen in verhouding tot zijn hoofd. Omdat hij nu vaker op zijn achterpoten loopt, heeft Garfield ook grotere voeten gekregen.

## In andere media
- Garfield had van 1988 tot 1994 zijn eigen animatieserie genaamd Garfield and Friends, waarin zijn stem werd gedaan door Lorenzo Music.
- Garfield komt voor in veel computerspellen.
- Garfield heeft vijf films, waarvan twee live-action en drie computergeanimeerde:
  - Garfield (live-action)
  - Garfield: A Tail of Two Kitties (live-action)
  - Garfield Gets Real (computeranimatie)
  - Garfield's Fun Fest (computeranimatie)
  - Garfield's Pet Force (computeranimatie)
- In 2008 verscheen een tweede animatieserie over Garfield, The Garfield Show

## Cameo
In Brewster Rockit: Space Guy! had Garfield een cameo. Hij werd gevangen en naar een ruimtestation gebracht bij een expeditie om leven in andere strips te vinden.

## Trivia
- Garfield heeft een slangentatoeage op zijn rechterarm, die verborgen zit onder zijn vacht.[6]
- Garfield heeft een sokpop en een rubberen kip, die in verschillende strips ter sprake komen. Hij pest Jon meestal met deze.
- Garfields meest gehate dag is maandag. In de strips gebeurt dan altijd iets slechts met hem. Volgens Garfield is dit omdat het het begin van de week is.
- Garfield heeft een knuffelbeer die luistert naar de naam Pooky.